# Anacyrtoxipha
Anacyrtoxipha is een geslacht van rechtvleugeligen uit de familie krekels (Gryllidae). De wetenschappelijke naam van dit geslacht is voor het eerst geldig gepubliceerd in 1934 door Chopard.

## Soorten
Het geslacht Anacyrtoxipha  is monotypisch en omvat slechts de volgende soort:
- Anacyrtoxipha albotibialis (La Baume, 1911)